# Hilgardtief
Das Hilgardtief ist ein Meerestief im zentralen Teil des Pazifischen Ozeans (Pazifik) und mit 7315 m Meerestiefe die tiefste Stelle des Phoenixgrabens.

## Geographische Lage
Das Hilgardtief befindet sich östlich der Phönixinseln. Es liegt südlich des Äquators bei 3° südlicher Breite und 165° westlicher Länge. 

## Name
Benannt wurde das Hilgardtief nach dem amerikanischen Geodäten Julius Hilgard. 